# Grande Peste de Sevilha
A epidemia de peste de 1649, também chamada de Grande Peste de Sevilha, foi a maior crise epidêmica que a cidade de Sevilha, na Espanha, sofreu em sua história. Levou a um grande colapso da sua população, no qual morreram pelo menos 60.000 pessoas, representando 46% dos habitantes da época.

## Antecedentes

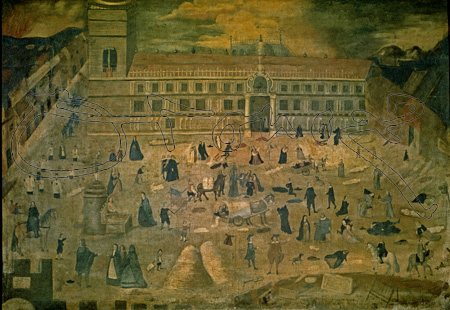
Pintura da epidemia de peste mostrando a multidão em frente ao Hospital das Cinco Chagas. Obra localizada no Hospital del Pozo Santo, Sevilha.

Este episódio de peste insere-se na epidemia de peste bubônica que, proveniente de África, poderá ter começado em alguns portos da Andaluzia, atacando fortemente Valência, em junho de 1647, e posteriormente se espalhado pelo resto da Andaluzia, Aragão e Região de Múrcia.
Aquela primavera foi muito chuvosa em Sevilha, causando inundações em bairros inteiros da cidade, em particular na Alameda de Hércules, por onde se navegava por barcos. As grandes avenidas do rio Guadalquivir dificultaram o abastecimento da cidade. Essa escassez causou um aumento acentuado nos preços dos alimentos e fez com que muitas pessoas passassem fome.

## Epidemia
A peste de 1649 constitui-se na maior crise epidêmica que a cidade de Sevilha sofreu em toda a sua história moderna. Numerosos cronistas relatam o acontecimento: Diego Ortiz de Zúñiga, Caldera Heredia ou o autor anônimo das Memórias de Sevilha, publicadas por Morales Padrón.
Milhares de pessoas perdiam a vida todos os dias. apesar de o contágio afetar toda a cidade, atingiu sua virulência máxima nos bairros mais pobres e superlotados como Triana. Conta-se que na esplanada que se abria entre a muralha e o Hospital das Cinco Chagas (atual Parlamento da Andaluzia), situado onde hoje é a Ronda histórica, reunia-se uma multidão esperando por uma cama no hospital.
Para enterrar o grande número de cadáveres, cemitérios começaram a ser abertos em toda a cidade, em locais como os arredores da Porta Real, o Baratillo, o convento de San Jacinto, Macarena, Osario e o Prado de San Sebastián, onde durante mais de um século se realizou a Feira de Abril, para enterrar os cadáveres mais rapidamente.

## Mortalidade
Não existem dados confiáveis sobre o número de mortes. Foram considerados dados que elevam a taxa de mortalidade para 200 mil pessoas. Atualmente admite-se que o número mais provável de vítimas deverá ter rondado os 60.000 mortos, ou seja, cerca de metade da população total à época.
Segundo Ortiz de Zúñiga, 
 foi o acontecimento mais trágico que Sevilha já teve e no qual viveu mais de perto a miserável fatalidade de ser destruída, já que Sevilha ficou com grande perda de bairros, uma grande multidão de casas vazias, que caíram em ruínas nos anos seguintes; todas as contribuições públicas em grande declínio; as corporações comerciais e as fábricas ficaram sem artesãos ou funcionários, os campos sem cultivadores e outra longa série de males, relíquias de tão portentosa calamidade.

Vinte e seis mil e setecentos pacientes deram entrada no Hospital de Sangue, dos quais vinte e dois mil e novecentos morreram e os convalescentes não chegaram a quatro mil. Dos ministros que serviram, mais de oitocentos estavam desaparecidos. Dos médicos que vieram curar no decorrer do contágio, apenas um permaneceu em seis. Dos cirurgiões, dos dezenove que entraram, três permaneceram vivos. Dos cinquenta e seis sangradores, apenas vinte e dois permaneceram.
A epidemia foi um duro golpe para a cidade. Nem a sua população, nem a sua economia seriam capazes de atingir valores pré-epidêmicos até décadass ou mesmo séculos depois. Como vítima renomada da epidemia está o escultor Juan Martínez Montañés, falecido em 18 de junho de 1649.

## Cronologia da epidemia
- Foi depois das enchentes de 4 de abril de 1649, quando o povo sevilhano começou a reclamar de tonturas, náuseas e outros acidentes estomacais [3].
- Em 21 de maio do mesmo ano, foi decretada a proibição de entrada em Madrid de pessoas e bens provenientes de Sevilha.
- Durante a oitava de Corpus Christi atingiu-se o auge da catástrofe; num dos dias seguintes ocorreram mais de quatro mil mortes;
- No dia 20 de julho, o hospital de Triana foi fechado com os doentes lá dentro, onde morreram mais de doze mil pessoas.
- No final de julho, ocorreram apenas algumas mortes isoladas.